# Constant (Künstlergruppe)
Constant ist eine 1997 in Brüssel  gegründete Non-Profit-Organisation.
Dirk de Wit gründete Constant. Mitglieder sind Nicolas Malevé (* 1969, Brüssel) und Michael Murtaugh (* 1972, Champaign). Die Gruppe ist auf den Gebieten Kunst, Medien und Technologie tätig. Active Archives (www.activearchives.org) wurde für die dOCUMENTA (13) genutzt. Die 2006 initiierte Plattform macht digitales Material durch Metadaten, Vokabularen und Taxonomien weiterverwendbar. Constant arbeitete mit Erkki Kurenniemi zusammen am Online Archive: Erkki Kurenniemi (In 2048).